# Los Fantasmas
Los Fantasmas è il primo album del gruppo musicale portoricano Menudo, pubblicato nel 1977.
La formazione del gruppo è quella originaria, con i fratelli Nefty e Fernando Sallaberry e i fratelli Carlos, Oscar e Ricky Meléndez.

## Tracce
1. Mamadu – 3:13
2. Madre – 2:41
3. Los fantasmas – 3:02
4. Porque te ame – 2:49
5. Mi guitarra – 2:53
6. Calma ya – 2:36
7. Enseñame a cantar – 3:34
8. Quiero verte feliz – 2:46
9. Dos niños – 3:01
10. Los lios – 2:24